# دون ديميتر
دون ديميتر (بالإنجليزية: Don Demeter) هو لاعب كرة قاعدة أمريكي، ولد في 25 يونيو 1935 في أوكلاهوما سيتي في الولايات المتحدة.

## وصلات خارجية
- دون ديميتر على موقع دوري كرة القاعدة الرئيسي (الإنجليزية)
- دون ديميتر على موقعبيزبول رفرنس.كوم (الدوري الرئيسي) (الإنجليزية)
- دون ديميتر على موقعبيزبول رفرنس.كوم (الدوري الثانوي) (الإنجليزية)
- دون ديميتر على موقع جمعية أبحاث البيسبول الأمريكية (الإنجليزية)
- دون ديميتر على موقع إي إس بي إن.كوم (أم.أل.بي) (الإنجليزية)
- دون ديميتر على موقع مشجعي الرسوم البيانية (الإنجليزية)